# Saint-Leu-Taverny
Pour les articles homonymes, voir Saint-Leu.
Ancienne commune du Val-d'Oise, la commune de Saint-Leu-Taverny a existé de 1806 à 1915. Elle a été créée en 1806 par la fusion des communes de Claire-Fontaine cy-devant Saint-Leu et de Taverny. En octobre 1915, elle a été supprimée et les deux communes (Taverny et maintenant Saint-Leu-la-Forêt) constituantes ont été rétablies.